# 金来成
金 来成（キム・ネソン、1909年旧暦5月29日 - 1957年2月19日）は、大韓民国の小説家。平安南道（ピョンアンナムド）生まれ。
1935年に日本の探偵小説専門誌『ぷろふいる』でデビューし、のちに朝鮮半島で探偵作家、大衆文学作家として活躍した。韓国推理小説の創始者とされる。

## 経歴

### 生い立ち
大韓帝国末期の1909年旧暦5月29日、平壌（ピョンヤン）近郊の平安南道（ピョンアンナムド）大同郡（テドンぐん）に生まれる。1925年、平壌公立高等普通学校（ko）に入学。当時この学校では、のちに翻訳家となる龍口直太郎が英語教師をしており、金来成はその授業でアーサー・コナン・ドイルやエドガー・アラン・ポー、江戸川乱歩についての話を聞き、探偵小説の魅力を知った。
1930年に平壌公立高等普通学校を卒業し、1931年に東京の第二早稲田高等学院に入学。1933年、早稲田大学法学部独法科に進学した。

### 探偵作家時代
早稲田大学在学中の1935年、探偵小説専門誌『ぷろふいる』（ぷろふいる社、京都、1933年創刊）に日本語で書いた短編小説「楕円形の鏡」を投稿し、入選。1935年3月号に掲載された。続いて、同誌の創刊2周年特別懸賞募集に投じた「探偵小説家の殺人」も入選5作のうちの1作に選ばれ、1935年12月号に掲載された（同時入選は、光石介太郎「空間心中の顚末」、平塚白銀「セントルイス・ブルース」など）。
このころ金来成は、光石介太郎が『ぷろふいる』の新人に声をかけて結成したYDN（ヤンガー・ディテクティブ・ノーベリスト）ペンサークルの会合に参加していた。また、江戸川乱歩邸にも二、三度訪れ、江戸川乱歩と面会している。乱歩は金来成のことを、「非常な感激屋で、情熱家で、文学青年であった」と書いている。金来成は、朝鮮に戻ってからもしばらく乱歩に手紙を送っていた。
日本で発表した小説はほかに、『モダン日本』1935年9月号に掲載されたユーモア探偵小説「綺譚恋文往来」（柳不乱名義）がある。また、当時日本の探偵小説界で話題になっていた甲賀三郎と木々高太郎の本格探偵小説・変格探偵小説をめぐる論争に関連して、『月刊探偵』1936年4月号に探偵小説論「探偵小説の本質的要件」を発表している。
1936年3月、早稲田大学を卒業して朝鮮に戻る。1936年5月に結婚。1937年、「探偵小説家の殺人」を朝鮮語に翻訳した「仮想犯人」を朝鮮日報に発表。その後、モーリス・ルブランをもじった探偵ユ・ブラン（劉不乱）が登場する長編探偵小説『魔人』（朝鮮日報連載）や、少年向け探偵小説『白仮面』などで人気を博す。『魔人』は映画化もされた。
1938年から1941年まで朝鮮日報社に勤め、雑誌の編集に携わりながら探偵小説を執筆。その後一時期、ソウル・鐘路（チョンノ）の和信百貨店の文房具コーナーに勤めた。創作以外に、コナン・ドイルのシャーロック・ホームズものや、モーリス・ルブランのアルセーヌ・ルパンものの翻案も行っている。
通常の小説以外にラジオ放送小説も執筆し、アレクサンドル・デュマの『モンテ・クリスト伯』を翻案したラジオ放送小説『真珠塔』（1946年）は人気を博した。

### 大衆文学作家時代
1949年から1952年にかけて、韓国日報に『青春劇場』を連載。これは金来成の大衆文学作家としての代表作であり、小説の大衆性と芸術性の統一を図った作品だと評価されている。その後も大衆文学作品を続けて発表していたが、1957年、京郷（キョンヒャン）新聞に『失楽園の星』を連載中、ソウルの自宅で脳溢血で倒れ、2月19日に死去した。47歳。
金来成は『青春劇場』の発表以降は探偵小説はあまり書かなかったが、日本の探偵雑誌『宝石』などは入手して読んでいた。1952年には、『宝石』を出版していた岩谷書店を通じて、まず『ぷろふいる』の編集長だった九鬼紫郎に、次いで江戸川乱歩に手紙を送り、文通をしている。金来成は、日本の旧友との面会や、日本の探偵作家クラブ（現・日本推理作家協会）の見学を望んでいたが、当時の情勢では渡航は難しかった。乱歩は探偵作家クラブの大下宇陀児会長（当時）や幹部と相談し、探偵作家クラブから韓国政府に手紙を送ったが、結局金来成の来日は実現しなかった。
金来成の功績を記念した賞に、死去の直後から数年実施された来成文学賞（ko）と、1990年に推理作家の金聖鍾が始めた公募の長編推理小説新人賞の金来成推理文学賞（1990年-1993年）がある。
生誕から100年にあたる2009年には、長編探偵小説『魔人』や翻案小説『真珠塔』が久々に刊行されたほか、雑誌で金来成の特集が組まれたり、金来成に関する学術大会が開かれたりするなど、注目が集まった。2010年には、新編集の短編集『金来成傑作シリーズ 推理編 恋文綺譚』と『金来成傑作シリーズ 怪奇・翻案編 白蛇図』が刊行されている。

## 日本語の著作
長編
- 血柘榴 （1936年）（日本では未発表、後に韓国で『思想の薔薇』として発表）

短編
- 楕円形の鏡 （『ぷろふいる』1935年3月号） - 『新作探偵小説選集』（ぷろふいる社、1936年）、『近代朝鮮文学日本語作品集 1901〜1938 創作篇』第3巻（緑蔭書房、2004年）
- 綺譚恋文往来 （『モダン日本』1935年9月号）
- 探偵小説家の殺人 （『ぷろふいる』1935年12月号） - 『幻影城』1975年6月号、『近代朝鮮文学日本語作品集 1901〜1938 創作篇』第3巻（緑蔭書房、2004年）

随筆
- 探偵小説の本質的要件 （『月刊探偵』1936年4月号） - ミステリー文学資料館編『幻の探偵雑誌9 「探偵」傑作選』（光文社文庫、2002年）
- 鐘路の吊鐘 （『モダン日本 朝鮮版』1939年11月） - 『近代朝鮮文学日本語作品集 1939〜1945 評論・随筆篇』第3巻（緑蔭書房、2002年）

## 朝鮮語の主な著作

### 推理小説
長編
- ユ・ブラン（劉不乱）登場作品
  - 白仮面 （1937年-1938年）（少年向け）
  - 黄金窟 （1937年）（少年向け）
  - 魔人 （1939年）
  - 台風 （1942年-1943年）
- その他
  - 思想の薔薇 （1955年）

短編
- 仮想犯人 （1937年）（日本語で書いた「探偵小説家の殺人」を翻訳したもの）
- 狂想詩人 （1937年）
- 殺人芸術家 （1938年）（日本語で書いた「楕円形の鏡」を翻訳したもの）
- 恋文綺譚[2] （1938年）（日本語で書いた「綺譚恋文往来」を翻訳したもの）
- 白と紅 （1938年）（後に「復讐鬼」に改題）
- 霧魔 （1939年）
- 屍琉璃 （1939年）（後に「悪魔派」に改題）
- 白蛇図 （1939年）
- 第一夕刊 （1940年）
- 怪盗影法師後日譚 （1940年-1941年）
- 刺繍された松鶴 （1943年）（ラジオ放送小説）
- ある女間諜 （1943年）（ラジオ放送小説）
- 異端者の愛
- 秘密の門
- 罰妻記

### 大衆文学
長編
- 青春劇場（全5巻）（1949年-1952年）
- 人生画報
- 失楽園の星

短編
- 混血児 （1946年）
- 幸福の位地
- 夫婦日記
- 人生案内
- 幽谷誌